# Емертал
Емертал (њем. Emmerthal) општина је у њемачкој савезној држави Доња Саксонија. Једно је од 8 општинских средишта округа Хамелн-Пирмонт. Према процјени из 2010. у општини је живјело 10.822 становника. Посједује регионалну шифру (AGS) 3252005.

## Географски и демографски подаци
Емертал се налази у савезној држави Доња Саксонија у округу Хамелн-Пирмонт. Општина се налази на надморској висини од 69 метара. Површина општине износи 114,6 km². У самом мјесту је, према процјени из 2010. године, живјело 10.822 становника. Просјечна густина становништва износи 94 становника/km².